# Complexo de Comunicações Espaciais Goldstone
O Goldstone Deep Space Communications Complex — comumente chamado de Observatório Goldstone — é um observatório espacial de radiotelescópios localizado no deserto de Mojave na Califórnia-EUA, operado pela ITT Corporation para o Jet Propulsion Laboratory, que tem como principal objetivo rastrear e fazer a comunicação com as missões espaciais sendo parte da Deep Space Network da NASA. O Complexo é um dos três existentes no mundo sen os outros o Robledo de Chavela e o Canberra Deep Space Communications Complex.
A estação espacial foi designada, em 3 de outubro de 1985, uma estrutura do Registro Nacional de Lugares Históricos bem como, na mesma data, um Marco Histórico Nacional.

## Antenas
As antenas do complexo têm sido utilizadas como radiotelescópios sensitivos para pesquisas científicas tais como mapeamento de quasares e outras fontes de rádio astronômicas, mapeamento de radar de planetas, da Lua, cometas e asteróides, rastreando cometas e asteroides com o potencial de atingir a Terra e a procura de interações ultra energéticas de neutrinos na Lua utilizando antenas de larga abertura.